# Чалдаев, Виктор Алексеевич
Виктор Алексеевич Чалдаев (1915—1944) — Гвардии младший лейтенант Рабоче-крестьянской Красной Армии, участник Великой Отечественной войны, Герой Советского Союза (1944). Командир танкового взвода 1-й танковой роты, 3-го танкового батальона, 53-й гвардейской танковой Фастовской бригады (6-го гвардейского Киевско-Берлинского танкового корпуса, 3-й гвардейской танковой армии, 1-го Украинского фронта).

## Биография
Виктор Чалдаев родился 15 мая 1915 года на станции Зилово в крестьянской семье. Получил неполное среднее образование. В 1930-е годы был учеником слесаря, а позже работал механиком-водителем дрезины в родном посёлке.
В 1937 году был призван в Красную Армию. Проходил службу на Дальнем Востоке. После окончания курса молодого лейтенанта участвовал в боях на озере Хасан и реке Халхин-Гол.
На фронте во время Великой Отечественной войны с августа 1942 года. Командовал танками Т-34 во взводе. Воевал на Западном, Воронежском, Брянском и 1-м Украинском фронтах. В боях был трижды ранен. На подступах к Тернополю уничтожил 12 танков и 5 бронетранспортёров противника.
Участвовал:
- в боях на реке Вытебеть;
- в Острогожско-Россошанской, Харьковской и Житомирско-Бердичевской операциях;
- в боях на Курской дуге;
- в форсировании Днепра;
- в боях за Фастов;
- в оборонительных боях за Тернополь[2].

15 апреля 1944 года танк Виктора Чалдаева был подожжён и окружён гитлеровцами. Несмотря на это, он продолжал бой и сгорел в танке. Похоронен в братской могиле в селе Почапинцы Тернопольской области.

## Награды
Указом Президиума Верховного Совета СССР от 24 мая 1944 года за «образцовое выполнение боевых заданий командования на фронте и проявленные при этом мужество и героизм» младший лейтенант Виктор Чалдаев был удостоен высокого звания Героя Советского Союза (посмертно). Также посмертно был награждён орденом Ленина.

## Память
- Именем Виктора Чалдаева названы улицы в Тернополе и в его родном посёлке[2].
- В Тернополе установлен бюст в его честь.